# Матай (село)
Мата́й (каз. Матай) — село в Аксуском районе Жетысуской области Казахстана. Административный центр Матайского сельского округа. Код КАТО — 193269100.

## География
Расположено на реке Аксу. Железнодорожная станция на линии Алматы — Семей.

## История
В локомотивном депо села после Великой Отечественной войны сержант Калашников сконструировал свой знаменитый автомат.
До 2013 года Матай являлся посёлком городского типа.

## Население
| 1939  | 1959  | 1970  | 1979  | 1989  | 1999  | 2009  |
| ----- | ----- | ----- | ----- | ----- | ----- | ----- |
| 7467  | ↗9065 | ↘6605 | ↘4651 | ↘4575 | ↘3924 | ↘3778 |
| 2021  |       |       |       |       |       |       |
| ↘3000 |       |       |       |       |       |       |

В 1999 году население села составляло 3924 человека (1925 мужчин и 1999 женщин). По данным переписи 2009 года, в селе проживало 3778 человек (1881 мужчина и 1897 женщин).